# Plaque Gorda
La plaque Gorda est une plaque tectonique de la lithosphère de la Terre. Elle est généralement associée à la plaque Juan de Fuca dont elle constitue l'extrémité sud.
Elle couvre une petite partie de l'est de l'océan Pacifique à hauteur des États américains de l'Oregon et de Californie. Elle ne comporte aucune partie continentale et n'est donc composée que de lithosphère océanique.
La plaque Gorda est en contact avec les plaques pacifique (dorsale de Gorda et faille Mendocino), nord-américaine et Juan de Fuca (faille Blanco).
Ses frontières avec les autres plaques sont formées de dorsales et de failles transformantes (océan Pacifique) et de subduction (côte pacifique nord-américaine). Une faille transformante appelée Blanco sépare la plaque Gorda de la plaque Juan de Fuca. Le point triple de jonction des plaques pacifique, nord-américaine et de Gorda est appelé point triple de Mendocino. On peut également diviser la plaque Gorda en deux plaques : la plaque Gorda Nord et la plaque Gorda Sud.
Le déplacement de la plaque Gorda se fait vers le nord-est à une vitesse de 1,80 centimètre par an.
La plaque Gorda (avec les plaques des Cocos, de Nazca, Rivera, Juan de Fuca et Explorer) constitue un reliquat de la plaque Farallon qui a presque totalement disparu par subduction sous le continent américain au Jurassique.
La plaque Gorda s'est séparée de la plaque Juan de Fuca il y a entre 18 et 5 millions d'années.

## Sources
- (en) Université du Colorado - Système des microplaques Juan de Fuca, Explorer et Gorda